# Judici Final
|  | Per a altres significats, vegeu «Judici final (desambiguació)». |

El Judici Final o Dia del Judici Final és la denominació religiosa de la fi del món, en què tota la humanitat serà jutjada pels seus actes.

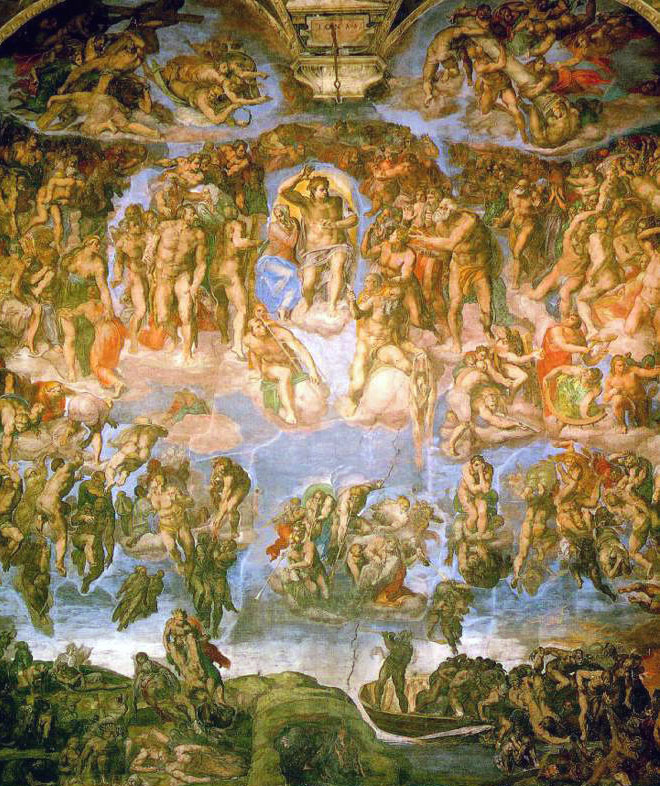
Pintura del Judici Final de Miquel Àngel a la Capella Sixtina.

El cristianisme considera que la segona vinguda de Jesucrist comporta el Judici Final per part de Déu de totes les persones que hagin viscut mai, que resulta en l'aprovació d'uns i la penalització d'altres. El concepte es troba en tots els evangelis canònics, particularment en l'evangeli de Mateu, però també en segons l'Apocalipsi. La tradició cristiana també la segueix l'Islam, on s'esmenta en el capítol 43 (Az-Zukhruf) de l'Alcorà, segons algunes interpretacions.

## Orígens
Anterior a les grans religions monoteistes, el concepte d'un judici final és desenvolupat per diferents religions antigues.
Segons el Llibre dels morts, els egipcis, després de la mort, haurien de passar per un judici. Un tribunal de déus els jutjaria posant el seu cor i una ploma en una balança. La ploma era símbol de la veritat. Si els pecats comesos a la terra feien el cor massa pesant, seria devorat pel monstre Ammit. Però, si el cor s'equilibrava amb la ploma de la veritat, el difunt passava la prova i podia viure eternament.

## Segons el zoroastrisme
Dins del zoroastrisme, Zaratustra va descriure amb gran detall l'arribada del judici final amb l'últim enfrontament entre Ahura Mazda (el Bé) i Angra Mainyu (el Mal), que portaria grans catàstrofes i acceleraria l'arribada d'un salvador, descendent del llinatge del mateix Zaratustra, que seria l'encarregat de portar a la victòria les forces del Bé.
En el judici final es decideix el destí de la humanitat i la reconciliació entre una part d'aquesta i (el Bé), que comporta la fi del Mal. Però no preveu la condemnació eterna dels pecadors, sinó que, després d'un càstig de tres dies, les plagues del món desapareixeran i s'entrarà en un període on no hi haurà pobresa, ni fam, ni dolor ni odi, i la Terra esdevindrà una mena de paradís.

## Segons el cristianisme

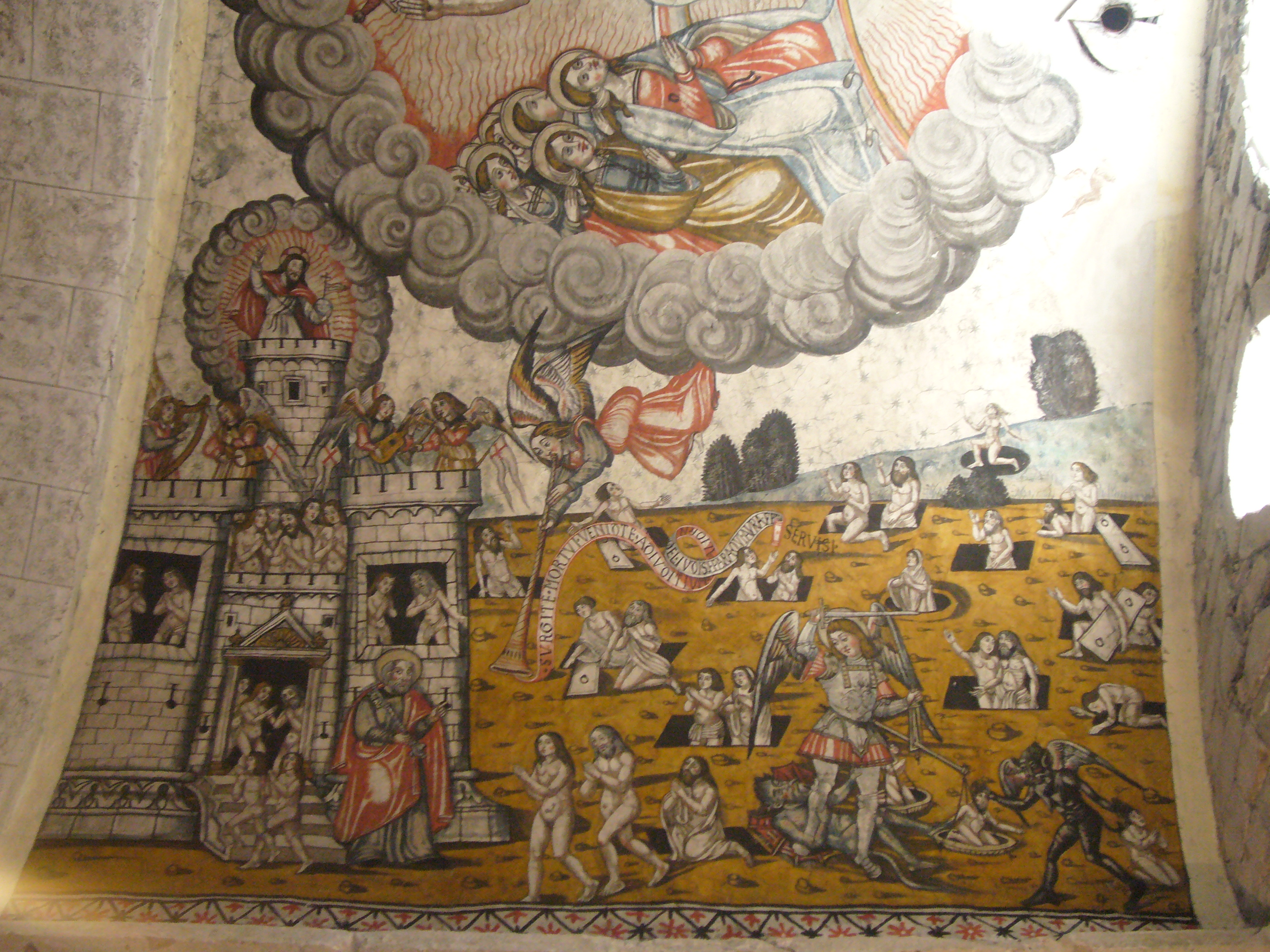
Pintura mural de l'església de Santa Maria d'Arties. Judici final amb la resurrecció dels morts.

La doctrina del judici final en el cristianisme generalment parla d'un dia en què cada home serà jutjat segons les seves obres, siguin bones o dolentes. El Judici Final ha inspirat nombroses representacions artístiques.